# Верхні Бурнаші
Ве́рхні Бурна́ші (рос. Верхние Бурнаши, чув. Тури Пăрнаш) — присілок у Чувашії Російської Федерації, у складі Ювановського сільського поселення Ядринського району.
Населення — 51 особа (2010; 73 в 2002, 72 в 1979, 140 в 1939, 129 в 1926, 138 в 1906, 61 в 1859).

## Історія
Засновано 18 століття як околоток присілку Кітряліна (нині Нижні Бурнаші). До 1866 року селяни мали статус державних, займались землеробством, тваринництвом. 1932 року створено колгосп «13 років РСЧА». До 22 липня 1920 року присілок перебував у складі Малокарачкінської волості Козьмодемьянського, до 5 жовтня 1920 року — Чебоксарського, а з до 1927 року — Ядринського повітів. Після переходу 1927 року на райони — спочатку у складі Татаркасинського, з 1939 року — Сундирського, а з 1962 року — Ядринського районів.

## Господарство
У присілку діє магазин.